# Ирландия на летних Олимпийских играх 1956
Олимпийская сборная Ирландии на летних Олимпийских играх 1956 в Мельбурне была представлена 12 спортсменами (11 мужчин и 1 женщина), которые соревновались в 4 видах спорта. В Стокгольме, где в тот год проходили олимпийские соревнования по конному спорту, Ирландию представляли 6 мужчин. Все 12 спортсменов, выступавшие в Австралии, были дебютантами Олимпийских игр, лишь в Стокгольме 2 конника из 6 уже имели олимпийский опыт.
По итогам Олимпийских игр спортсмены Ирландии заняли общекомандное 21-е место, завоевав 1 золотую, 1 серебряную и 3 бронзовые медали. Все медали были на счету мужчин. Все свои 5 наград ирландцы выиграли в соревнованиях по боксу (1 серебро и 3 бронзы) и лёгкой атлетике (1 золото). Это были первые Олимпийские игры, в которых Ирландия выиграла медали в двух разных видах спорта. Ирландцы выступили крайне удачно, учитывая весьма скромную численность делегации и такое количество олимпийских дебютантов: 18 спортсменов общими усилиями выиграли 5 наград. Все свои 5 наград ирландцы завоевали за 2 дня: 30 ноября прошли полуфиналы во всех боксёрских категориях, где стало ясно, что 3 ирландца, уступившие в полуфиналах, получат бронзу. На следующий день, 1 декабря, состоялись финалы всех боксёрских категорий, где Фред Тидт, уступив румыну Николае Линке, стал серебряным призёром, и в этот же день состоялся финальный забег мужчин на 1500 метров, где золото выиграл Рон Делэйни.
Единственной ирландской женщиной на летней Олимпиаде-1956 была бегунья Мэв Кайл, которая выступала на дистанциях 100 и 200 м, но не добилась успеха. Самым возрастным ирландским спортсменом на Играх 1956 года был 45-летний конник Харри Фримен-Джексон (род. 1910), самым же молодым — 18-летний боксёр Джон Колдуэлл (род. 1938).
По количеству медалей эта Олимпиада остаётся одной из самых удачных в истории. Ирландцы за одну Олимпиаду выиграли больше наград, чем за все 5 предыдущих вместе взятых, в которых они принимали участие независимо от Великобритании. Золота бегуна Рона Делэйни на дистанции 1500 метров стало 4-й золотой олимпийской наградой в истории Ирландии, завоёванной спустя 24 года после предыдущего успеха. До него золото выигрывали метатель молота Пэт О’Кэллаган (1928 и 1932) и Боб Тисдолл в беге на 400 метров с барьерами (1932). После Рона Делэйни ни одному ирландцу пока не удалось выиграть олимпийское золото в лёгкой атлетике. Следующее золото на Олимпийских играх ирландцы выиграли лишь через 36 лет на Олимпиаде-1992 в Барселоне (боксёр Майкл Кэррат).

## Медали

### Золото (1)
| Золото      |                                   |
| Спортсмены  | Вид спорта (дисциплина)           |
| Рон Делэйни | Лёгкая атлетика (мужчины, 1500 м) |

### Серебро (1)
| Серебро    |                         |
| Спортсмены | Вид спорта (дисциплина) |
| Фред Тидт  | Бокс (до 67 кг)         |

### Бронза (3)
| Бронза        |                         |
| Спортсмены    | Вид спорта (дисциплина) |
| Джон Колдуэлл | Бокс (до 51 кг)         |
| Фредди Гилрой | Бокс (до 54 кг)         |
| Энтони Бирн   | Бокс (до 60 кг)         |

| Спорт           | Спортсмены | Спортсмены | Спортсмены | Дисциплины | Дисциплины |   |   |   |
| Спорт           | М          | Ж          | Всего      | Участие    | Всего      |   |   |   |
| Бокс            | 7          | —          | 7          | 7          | 10         |   | 1 | 3 |
| Борьба          | 1          | —          | 1          | 1          | 16         |   |   |   |
| Конный спорт    | 6          |            | 6          | 4          | 6          |   |   |   |
| Лёгкая атлетика | 2          | 1          | 3          | 4          | 33         | 1 |   |   |
| Парусный спорт  | 1          |            | 1          | 1          | 5          |   |   |   |

- М — мужчины
- Ж — женщины
- Участие — количество комплектов наград в конкретном виде спорта, в розыгрыше которых спортсмены данной страны приняли участие
- Всего (дисциплины) — общее количество разыгранных комплектов наград в данном виде спорта

## Соревнования

### Бокс
Спортсменов — 7
- За всю олимпийскую историю ирландцы выиграли 16 медалей в боксе, и четверть из них была завоёвана в 1956 году в Мельбурне.
- Интересно, что общий баланс побед/поражений у ирландцев в Мельбурне был весьма скромный: 9 побед и 7 поражений.
- Каждый ирландец, который выиграл хотя бы один бой, выиграл и медаль.
- Все 4 медалиста от Ирландии уступили немцам или румынам.

| Категория   | Спортсмен     | 1/8 финала                      | Четвертьфинал                     | Полуфинал                         | Финал                         | Место |
| Категория   | Спортсмен     | Соперник Результат              | Соперник Результат                | Соперник Результат                | Соперник Результат            | Место |
| ----------- | ------------- | ------------------------------- | --------------------------------- | --------------------------------- | ----------------------------- | ----- |
| До 51 кг    | Джон Колдуэлл | Яйшве Бест (MYA) поб. TKO       | Уорнер Бэтчлор (AUS) поб. очки    | Мирча Добреску (ROU) пор. очки    |                               | 3     |
| До 54 кг    | Фредди Гилрой | Борис Степанов (URS) поб. KO    | Марио Ситри (ITA) поб. очки       | Вольфганг Берендт (EUA) пор. очки |                               | 3     |
| До 57 кг    | Мартин Смит   |                                 | Пентти Хямяляйнен (FIN) пор. очки | не прошёл                         | не прошёл                     |       |
| До 60 кг    | Энтони Бирн   | Йозеф Хованец (TCH) поб. дискв. | Луис Молина (USA) поб. очки       | Харри Куршат (EUA) пор. очки      |                               | 3     |
| До 63,5 кг  | Генри Перри   | Клод Салюдан (FRA) пор. очки    | не прошёл                         | не прошёл                         | не прошёл                     |       |
| До 67 кг    | Фред Тидт     | Тадеуш Валасек (POL) поб. очки  | Пирс Аллен Лейн (USA) поб. очки   | Кевин Хогарт (AUS) поб. очки      | Николае Линка (ROU) пор. очки | 2     |
| Свыше 91 кг | Патрик Шарки  | Торнер Ахсман (SWE) пор. KO     | не прошёл                         | не прошёл                         | не прошёл                     |       |

- поб. — победа
- пор. — поражение
- очки — по решению судей
- KO — нокаут
- TKO — технический нокаут
- дискв. — дисквалификация

### Борьба
Спортсменов — 1
Вольная борьба, мужчины
- Соревнования проводились по следующей системе: в каждом раунде в зависимости от результата схватки борцу начислялось определённое количество штрафных очков: чистая победа — 0 очков, победа по решению судей — 1 очко, поражение по решению судей со счётом 1-2 — 2 очка, поражение по решению судей со счётом 0-3 — 3 очка, чистое поражение — 3 очка. Как только борец набирал в сумме 5 штрафных очков, он прекращал свои выступления.

| Категория | Спортсмен      | Первый раунд                                   | Второй раунд       | Третий раунд                            | Четвёртый раунд                            | Пятый раунд        | Шестой раунд       | Финал              | Место |
| Категория | Спортсмен      | Соперник Результат                             | Соперник Результат | Соперник Результат                      | Соперник Результат                         | Соперник Результат | Соперник Результат | Соперник Результат | Место |
| --------- | -------------- | ---------------------------------------------- | ------------------ | --------------------------------------- | ------------------------------------------ | ------------------ | ------------------ | ------------------ | ----- |
| 79—87 кг  | Джерри Мартина | Спирос Дефтерайос (GRE) поб. отказ, 0 штр. оч. |                    | Кевин Кут (AUS) пор. чистое, 3 штр. оч. | Борис Кулаев (URS) пор. чистое, 3 штр. оч. | не прошёл          | не прошёл          | не прошёл          | 4     |

- поб. — победа
- пор. — поражение
- штр. оч. — штрафные очки

### Конный спорт
Спортсменов — 6
Троеборье
- Личное и командное первенство по троеборью проходили одновременно. Учитывались результаты всех трёх конников от страны. Иэн Хьюм-Даджен сошёл в кросс-кантри, вследствие чего в командном зачёте ирландцы остались без результата.

| Соревнование         | Спортсмен                                           | Выездка | Выездка | Кросс-кантри | Кросс-кантри | Конкур      | Конкур      | Итог    | Итог  |
| Соревнование         | Спортсмен                                           | Очки    | Место   | Очки         | Место        | Очки        | Место       | Очки    | Место |
| -------------------- | --------------------------------------------------- | ------- | ------- | ------------ | ------------ | ----------- | ----------- | ------- | ----- |
| Личное первенство    | Уильям Маллинс                                      | -166,00 | 51      | 31,02        | 7            | -10,50      | 19          | -145,48 | 10    |
| Личное первенство    | Харри Фримен-Джексон                                | -153,20 | 45      | -7,61        | 13           | -10,00      | 2=          | -170,81 | 17    |
| Личное первенство    | Иэн Хьюм-Даджен                                     | -158,00 | 48      | сошёл        | сошёл        | не выступал | не выступал | сошёл   | сошёл |
| Командное первенство | Уильям Маллинс Харри Фримен-Джексон Иэн Хьюм-Даджен | -477,20 | 16      | сошли        | сошли        |             |             | сошли   | сошли |

Конкур
- Личное и командное первенство по конкуру проходили одновременно. Учитывались результаты всех трёх конников от страны.

| Соревнование         | Спортсмен                                 | Первый раунд | Первый раунд | Второй раунд | Второй раунд | Итог   | Итог  |
| Соревнование         | Спортсмен                                 | Штраф        | Место        | Штраф        | Место        | Штраф  | Место |
| -------------------- | ----------------------------------------- | ------------ | ------------ | ------------ | ------------ | ------ | ----- |
| Личное первенство    | Кевин Бэрри                               | 23,00        | 26=          | 12,00        | 16           | 35,00  | 18    |
| Личное первенство    | Уильям Рингроуз                           | 24,00        | 28=          | 20,00        | 21=          | 44,00  | 23    |
| Личное первенство    | Патрик Кирнан                             | 19,00        | 19           | 33,25        | 37           | 53,25  | 27=   |
| Командное первенство | Кевин Бэрри Уильям Рингроуз Патрик Кирнан | 66,00        | 5            | 65,25        | 7            | 131,25 | 7     |

### Лёгкая атлетика
Спортсменов — 3
Мужчины — 2
- 21-летний дебютант Олимпийских игр Рон Делэйни, победив с олимпийским рекордом на дистанции 1500 метров, принёс Ирландии единственную золотую медаль за 60 лет (1932—1992).

| Дисциплина | Спортсмен      | Предварительный раунд | Предварительный раунд | Полуфиналы | Полуфиналы | Финал     | Финал     |
| Дисциплина | Спортсмен      | Результат             | Место                 | Результат  | Место      | Результат | Место     |
| ---------- | -------------- | --------------------- | --------------------- | ---------- | ---------- | --------- | --------- |
| 1500 м     | Рон Делэйни    |                       |                       | 3:47,4     | 3          | 3:41,2 OR | 1         |
| 110 м с/б  | Имонн Кинселла | 14,6                  | 4                     | не прошёл  | не прошёл  | не прошёл | не прошёл |

- OR — олимпийский рекорд

Женщины — 1
| Дисциплина | Спортсменка | Предварительный раунд | Предварительный раунд | Полуфиналы | Полуфиналы | Финал     | Финал     |
| Дисциплина | Спортсменка | Результат             | Место                 | Результат  | Место      | Результат | Место     |
| ---------- | ----------- | --------------------- | --------------------- | ---------- | ---------- | --------- | --------- |
| 100 м      | Мэв Кайл    | 12,3                  | 6                     | не прошла  | не прошла  | не прошла | не прошла |
| 200 м      | Мэв Кайл    | 26,4                  | 5                     | не прошла  | не прошла  | не прошла | не прошла |

### Парусный спорт
Спортсменов — 1
- В соревнованиях в классе Финн в каждой из 7 гонок финишировавшим спортсменам начислялось определённое количество баллов в зависимости от занятого места, но вне зависимости от показанного времени. Каждый день проводилось по одной гонке (26 ноября — 5 декабря). В итоговой сумме учитывались 6 из 7 лучших гонок для каждого яхтсмена.

| Класс | Спортсмен | 1 гонка | 1 гонка | 2 гонка | 2 гонка | 3 гонка | 3 гонка | 4 гонка | 4 гонка | 5 гонка | 5 гонка | 6 гонка | 6 гонка | 7 гонка | 7 гонка | Итог  | Итог                       |
| Класс | Спортсмен | Место   | Очки    | Место   | Очки    | Место   | Очки    | Место   | Очки    | Место   | Очки    | Место   | Очки    | Место   | Очки    | Место | Сумма 6 лучших результатов |
| ----- | --------- | ------- | ------- | ------- | ------- | ------- | ------- | ------- | ------- | ------- | ------- | ------- | ------- | ------- | ------- | ----- | -------------------------- |
| Финн  | Джон Пэйн | 9       | 448     | сошёл   | сошёл   | 9       | 448     | 12      | 323     | 13      | 288     | 11      | 323     | сошёл   | сошёл   | 16    | 1830                       |